# Oymaklı (Karataş)
Oymaklı ist ein Ortsteil (Mahalle) im Landkreis Karataş der türkischen Provinz Adana mit 231 Einwohnern (Stand: Ende 2024). Im Jahr 2011 hatte der Ort 213 Einwohner.